# Caraway
Caraway é uma cidade  localizada no estado americano de Arkansas, no Condado de Craighead.

## Demografia
Segundo o censo americano de 2000, a sua população era de 1349 habitantes.
Em 2006, foi estimada uma população de 1358, um aumento de 9 (0.7%).

## Geografia
De acordo com o United States Census Bureau, a localidade tem uma área de 6,0 km², sem área coberta por água. Caraway localiza-se a aproximadamente 70 m acima do nível do mar.

## Localidades na vizinhança
O diagrama seguinte representa as localidades num raio de 24 km ao redor de Caraway.